# Ilinden
Ilinden (mac. Илинден, bułg. Белимбегово, Belimbegowo) – wieś w Macedonii Północnej, siedziba gminy Ilinden. W 2002 roku miejscowość zamieszkiwało 4931 osób.